# Международный кинофестиваль в Токио
Международный кинофестиваль в Токио — кинофестиваль, проводимый ежегодно в октябре. В 1985 году был проведён впервые и одобрен Международной федерацией ассоциаций кинопродюсеров (фр. Federation International des Associations de Producteurs de Films, FIAPF). Единственный официально одобренный кинофестиваль в Японии.
Наряду с конкурсной программой на фестивале представлены несколько основных разделов:
- «Мировое кино»
- «Избранные произведения»
- «Дух Азии»
- «Японское кино. Свой взгляд».

В 2008 году проводится с 18 по 26 октября.

## Награды
Регламентом фестиваля предусмотрено 6 наград в программе, приз зрительских симпатий и ряд премий в других программах. Кроме того, каждый победитель официального конкурса кинофестиваля получает денежный приз.
Список основных призов:
- Большой приз «Сакура Токио»  (50 000 $) денежный приз поровну делится между продюсером и режиссёром
- Специальный приз жюри  (20 000 $) денежный приз поровну делится между продюсером и режиссёром
- Награда лучшему режиссёру  (5 000 $)
- Награда лучшей актрисе  (5 000 $)
- Награда лучшему актеру  (5 000 $)
- Награда за лучший сценарий
- Награда за лучший художественный вклад  (изображение, звук, работу художника, музыку, сценарий и т. п.) (5 000 $)
- Приз зрительских симпатий  (10 000 $)

## Фильмы-лауреаты и номинанты «Токийской сакуры»
В 1980-е годы фестиваль проводился раз в два года. В 1995 году Гран-при не был присуждён, а в 1997 году разделён между двумя лауреатами, набравшими равное число голосов членов жюри. 
По три раза фестиваль выигрывали фильмы из Франции (кроме того, в 1997 году одним из победителей стала совместная франко-боснийская лента), Израиля и КНР (один раз — совместно с Гонконгом). 
Фильмы представителей Японии как страны-организатора удостаивались «Токийской сакуры» дважды, в том числе в первый год проведения фестиваля. 
СССР и страны постсоветского пространства представлены среди победителей казахским фильмом 2008 года «Тюльпан». 
В разные годы Россию в основном конкурсе представляли фильмы режиссеров:  Бахтиера Худойназарова «Лунный папа» , «Шик», Михаила Косырева-Нестерова «Океан» , Александра Котта «Испытание».